# PearPC

Entwicklungsgeschichte

PearPC, von den Entwicklern auch als „PowerPC Architecture Emulator“ bezeichnet, ist ein Emulator eines kompletten Power-Macintosh-Rechners auf x86-Computern (ursprünglich nur IA-32, also 32-Bit-x86). Der Name Pear (aus dem Englischen entlehnt, wörtlich „[die] Birne“) ist ein Wortspiel, das sich auf Apple (englisch für „Apfel“) bezieht.

## Entwicklung und Technik
Die Entwicklung fand größtenteils bereits 2004 mit den PearPC-Versionen 0.1-0.3.1 statt. Version 0.4.0 vom Dezember 2005 rüstete AltiVec-Emulation nach. Erst 2011 erschien Version 0.5.0, die verbesserte Kompatibilität mit der 64-Bit-Plattform x64 (64-Bit-x86, oft „amd64“ oder auch „x86-64“) herstellt, da der x86-JIT-Compiler nun auch mit der 64-Bit-Befehlssatzerweiterung AMD64 und Intel 64 nutzbar ist.
PearPC emuliert wahlweise einen PowerPC-G3- oder -G4-Prozessor, eine IDE-Schnittstelle, Maus und Tastatur, Netzwerkkarten und eine PCI-Grafikkarte. Kompatible Betriebssysteme sind die PowerPC-Varianten von Mac OS X, Darwin und verschiedene Linux-Versionen. Der emulierte Rechner kann eine Internetverbindung des Hostrechners mitzubenutzen (bridging).
Ein plattformunabhängiger Interpreter erlaubt die Umsetzung des PowerPC-Befehlssatzes auf beliebigen Architekturen, ist aber bei einem Faktor von ca. 500 sehr langsam. Auf x86-Prozessoren kann die Ausführungsgeschwindigkeit durch den JIT-Compiler in etwa auf den Faktor 15 erhöht werden.

## CherryOS
Zwischen 2004 und 2005 gab es einen kommerziellen PowerPC-Emulator mit dem Namen CherryOS, der sich allerdings als Fork von PearPC mit integriertem HFVExplorer entpuppte. Da die GPL die Offenlegung des Quelltextes fordert, bestand ein eindeutiger Lizenzverstoß durch dessen Entwickler Arben Kryeziu, der dieser Lizenzbestimmung nicht nachkam. Ende 2005 verschwand CherryOS wieder vom Markt.

## Einsatz
Für den produktiven Einsatz ist PearPC nicht geeignet.
Obwohl auf PearPC auch andere PowerPC-Betriebssysteme laufen, u. a. Darwin und Linux, ist das Ziel unverkennbar eine Emulationsumgebung für Mac OS X zu schaffen. Dementsprechend läuft unter der emulierten Hardware nur Mac OS X Version 10.1 „Puma“ (September 2001) bis Version 10.4 „Tiger“ (April 2005) annähernd stabil. OpenBSD und NetBSD beispielsweise stürzen beim Booten ab, weil die Emulation nicht darauf optimiert wurde. Auch AIX läuft nicht. Mit dem integrierten, mit Version 0.5.0 (Juli 2011) immer noch experimentellen JIT-Compiler erreicht das emulierte PowerPC-Gastbetriebssystem ca. 10 Prozent der Geschwindigkeit des Wirtsystems und ist somit auf moderner Hardware ausreichend schnell.
Das letzte auf der PowerPC-Architektur lauffähige Apple-Betriebssystem, Mac OS X Leopard (10.5, Oktober 2007), ist auf PearPC aufgrund fehlender Systemvoraussetzungen nicht lauffähig. Ab Mac OS X Snow Leopard (10.6, August 2009) wird die PowerPC-Architektur seitens Apple nicht mehr unterstützt. PearPC ist als PowerPC-Emulator daher nicht für neuere Versionen von macOS (bis 2012 „Mac OS X,“ bis 2016 „OS X“) geeignet, da diese nur mehr auf der x86-Architektur laufen.